# Concepción de Ataco
Concepción de Ataco è un comune del dipartimento di Ahuachapán, in El Salvador.